# Gyula Petrikovics
Gyula Petrikovics (12 de enero de 1943-28 de junio de 2005) fue un deportista húngaro que compitió en piragüismo en la modalidad de aguas tranquilas.
Participó en los Juegos Olímpicos de México 1968, obteniendo una medalla de plata en la prueba de C2 1000 m. Ganó tres medallas en el Campeonato Mundial de Piragüismo entre los años 1970 y 1973, y dos medallas en el Campeonato Europeo de Piragüismo en los años 1967 y 1969.

## Palmarés internacional
| Juegos Olímpicos   | Juegos Olímpicos          | Juegos Olímpicos  | Juegos Olímpicos |
| Año                | Lugar                     | Medalla           | Evento           |
| ------------------ | ------------------------- | ----------------- | ---------------- |
| 1968               | Ciudad de México (México) | Medalla de plata  | C2 1000 m        |
| Campeonato Mundial |                           |                   |                  |
| Año                | Lugar                     | Medalla           | Evento           |
| 1970               | Copenhague (Dinamarca)    | Medalla de plata  | C2 1000 m        |
| 1971               | Belgrado (Yugoslavia)     | Medalla de oro    | C2 1000 m        |
| 1973               | Tampere (Finlandia)       | Medalla de bronce | C2 1000 m        |
| Campeonato Europeo |                           |                   |                  |
| Año                | Lugar                     | Medalla           | Evento           |
| 1967               | Duisburgo (RFA)           | Medalla de oro    | C2 1000 m        |
| 1969               | Moscú (URSS)              | Medalla de plata  | C1 10 000 m      |